# 椎葉村立松尾中学校
椎葉村立松尾中学校（しいばそんりつまつおちゅうがっこう）は、宮崎県東臼杵郡椎葉村大字松尾にあった公立の中学校。
2013年（平成25年）3月末をもって閉校し、椎葉村立椎葉中学校に統合された。

## 概要
歴史
1947年（昭和22年）の学制改革によって、新制中学校 椎葉村立椎葉中学校松尾分校として創立。1955年（昭和30年）に「椎葉村立松尾中学校」として分離・独立。独立した1955年（昭和30年）を創立年としており、2010年（平成22年）には創立55周年を迎えた。2013年（平成25年）3月末をもって閉校し、66年（独立58年）の歴史に幕を下ろした。なお、へき地2級校の認定を受けていた。
校章
中央に「中」の文字を配している。
校歌
作詞は佐藤利、作曲は日高靖郎による。歌詞は3番まであり、各番の歌詞中に校名の「松尾中」が登場する。

## 沿革
- 1947年（昭和22年）5月8日 - 新制中学校「椎葉村立椎葉中学校 松尾分校」が椎葉村立松尾小学校に併設される。
- 1955年（昭和30年）10月1日 - 椎葉中学校から分離の上、「椎葉村立松尾中学校」（最終名）として独立。
- 2004年（平成16年）- 創立50周年記念式典を挙行。
- 2008年（平成20年）- 松尾小学校との間に親子給食[1]を開始。
- 2013年（平成25年）
  - 3月24日 - 閉校式を挙行。
  - 3月31日 - 椎葉中学校への統合により、閉校。

跡地の活用
- 大いちょう・ふれあいセンター（コミュニティセンター）となっている。

## 交通
最寄りのバス停留所
- 宮崎交通バス 「松尾橋」バス停より徒歩5分。

最寄りの幹線道路
- 国道327号

## 周辺
- 椎葉村立松尾小学校
- 岩屋戸大橋
- 耳川
- 松尾郵便局
- 岩屋戸発電所
- 大イチョウトンネル

## 参考資料
- 「広報しいば第714号（2013年4月号）」p.14～p.15（椎葉村ウェブサイト）